# Jan Hendrik Waszink
Jan Hendrik Waszink (* 17. Oktober 1908 in Renswoude; † 5. Oktober 1990 in Lugano) war ein niederländischer Latinist und Professor an der Universität Leiden.

## Leben
Waszink studierte Griechische und Lateinische Philologie in Leiden, wo er 1933 bei Frederick Muller Jzn mit einer Arbeit über Tertullians De Anima promovierte. Ab 1946 war er bis zu seiner Emeritierung im Jahr 1974 Professor für Latein an der Universität Leiden. Waszink war Mitbegründer und bis 1984 Mitherausgeber des Reallexikons für Antike und Christentum. Zusammen mit Christine Mohrmann war er Gründer der Zeitschrift Vigiliae Christianae, deren Hauptherausgeber er bis 1988 blieb. Seit 1950 war er Mitglied der Königlich Niederländischen Akademie der Wissenschaften. 1967 wurde er zum korrespondierenden Mitglied der British Academy und 1971 zum auswärtigen Mitglied der Académie des Inscriptions et Belles-Lettres gewählt.

## Schriften (Auswahl)
- Tertullian, De Anima. Mit Einleitung, Übersetzung und Kommentar. Amsterdam 1933.
- Die griechische Tragödie im Urteil der Römer und der Christen. In: Jahrbuch für Antike und Christentum. Nr. 7. Aschendorff Verlag, Münster 1964, S. 139–148.
- Biene und Honig als Symbol des Dichters und der Dichtung in der griechisch-römischen Antike. Opladen 1974, ISBN 3-531-07196-3.
- als Hrsg.: „Timaeus“  a Calcidio translatus commentarioque instructus. 1962; Leiden 1975 (= Plato Latinus. Band 4).
- Die Vorstellungen von der “Ausdehnung der Natur” in der griechisch-römischen Antike und im frühen Christentum. In: Pietas, Festschrift für Bernhard Kötting. Hrsg. von Ernst Dassmann und K. Suso Frank (= Jahrbuch für Antike und Christentum. Ergänzungsband 8). Aschendorff Verlag, Münster 1980, S. 30–38.